# النفط في الجزائر

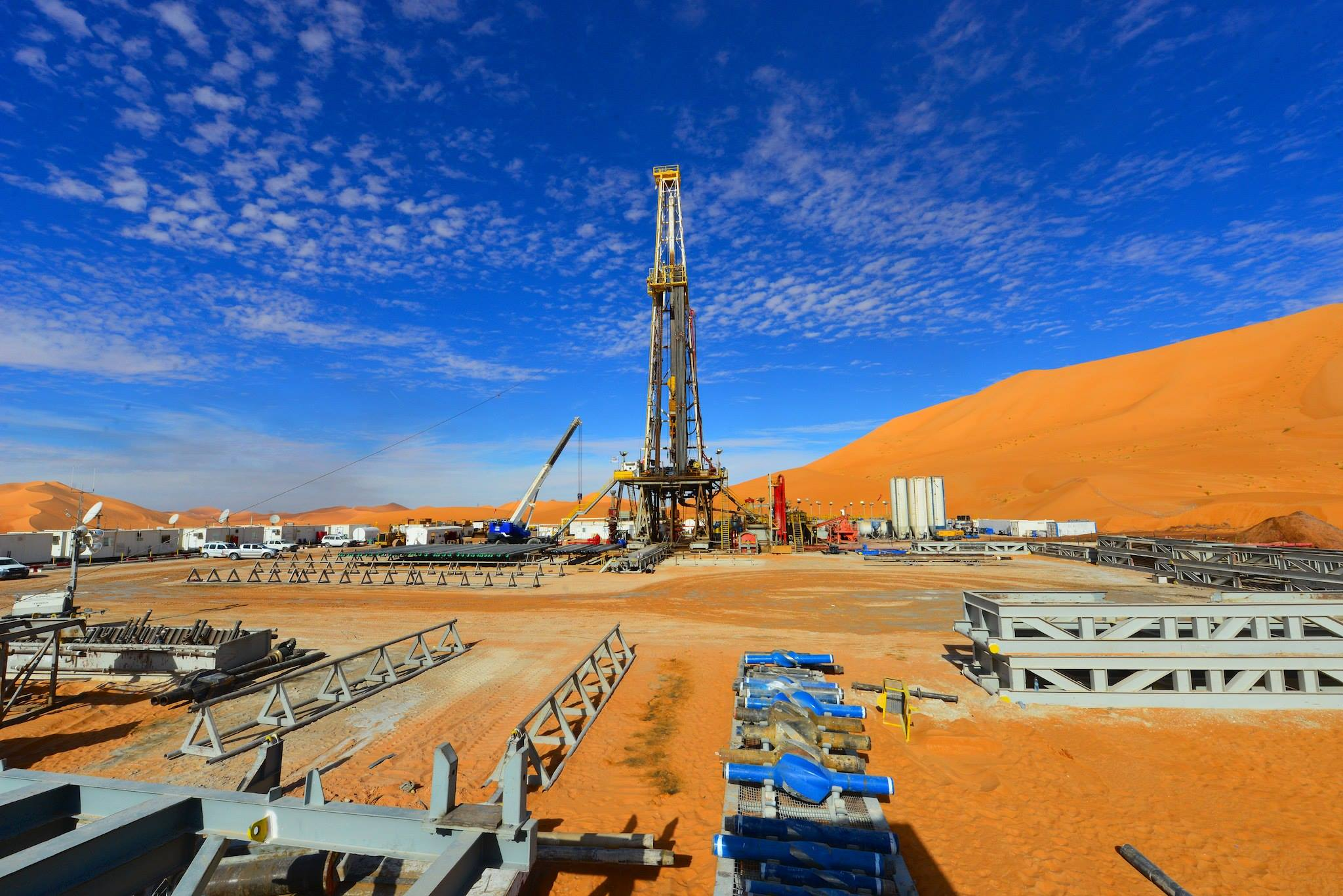
محطة لاستخراج البترول في الجزائر

تعد الجزائر،، الدولة التاسعة في منظمة أوبك بحسب عائدات النفط، وقد صُنِّفت الجزائر في المركز التاسع من حيث صافي عائدات صادرات النفط لدول أوبك للنصف الأول من عام 2008 بعائدٍ يبلغ 4 مليارات دولار، حسب تصنيف أعدته إدارة معلومات الطاقة التابعة لوزارة الطاقة الأمريكية، من جهةٍ أخرى، فإنَّ الرقم الذي أعلنه وزير الطاقة الجزائري شكيب خليل يفيد بأن صادرات الجزائر النفطية خلال الشهور الأربعة الأولى من عام 2008 بلغت 2.27 مليار دولار.، ويتواجد عموما في جنوبها، ووفقا لشركة سوناطراك الجزائرية، فإن 47% من احتياطات البترول والغاز في حاسي مسعود ووادي ميا، الغاز في حاسي الرمل والنفط في حاسي مسعود، إليزي تحتوي على 14% من الاحتياط والبقية تتوزع على مناطق عدة، ويتم البحث عن النفط والغاز في كل من حاسي مسعود، حاسي الرمل، عين أمناس، رورد نوس، تين فويي تابنكورت، قاسي الطويل، حاسي بركين، رهود أولاد جمعة، توات، القاسي، عين صالح.

## اكتشافات بترولية
اكتشافات عديدة للبترول بولايات تبسة، البيض، أم البواقي وخنشلة وسوق أهراس كشفت مصادر محلية بالمديرية الولائية للطاقة والمناجم بأم البواقي أن الشركة الصينية "بيجبي اينك"، المختصة في التنقيب عن الحقول البترولية، بالتنسيق مع مجمع سوناطراك، تتواجد منذ أواخر العام الماضي بولاية أم البواقي، وبالضبط بدائرة مسكيانة، إثر اكتشاف مؤشرات إيجابية بوجود البترول بمنطقة «مجاز التباسة» ببلدية البلالة، وهي العملية التي كانت محل زيارة لجنة ولائية تتكون من مختلف القطاعات، خلال نهاية الأسبوع الماضي، خاصة أن مساحة الموقع المستكشف تبلغ 1500 متر مربع. تجدر الإشارة إلى أن مكان الاستكشاف هو قطعة أرض ترجع ملكيتها إلى أحد مواطني المنطقة، والذي طلب منه أعضاء اللجنة الولائية تسهيل مهمة الشركة الصينية في التنقيب عن البترول مقابل تعويضات مالية ضخمة قد تبلغ في حال وجود كميات كبيرة من النفط ال50 مليار سنتيم حسب ذات المصادر. يأتي هذا الاكتشاف، الذي يعد مؤشرًا على أهمية الاحتياط الطاقوي بالأحواض المتواجدة بشمال الجزائر، بعد أن تم أواخر سنة 2011 تحقيق أولى الاكتشافات للبترول في شمال الجزائر، حيث أكد وزير الطاقة والمناجم، يوسف يوسفي، أن الجزائر حققت سنة 2011 أول اكتشافاتها للبترول والغاز في شمال البلاد، وهي منطقة يفترض أن تكون غنية بالمحروقات ولكنها غير مستغلة بعد.

## إحصائيات
تحتل الجزائر المرتبة الثامنة من حيث احتياطي الغاز الطبيعي في العالم، وهي رابع مصدر للغاز عالميا، وتحتل المرتبة ال14 من حيث احتياطي النفط. 400 مليون دولار للتنقيب عن البترول في شمال الجزائر شرعت وزارة الطاقة والمناجم في تنفيذ برنامج البحث والتنقيب عن المحروقات في عدة مناطق في شمال البلاد، خلال الفترة الممتدة إلى ما بعد عام 2011، وأشار أن الحكومة خصصت غلافًا ماليًا قدره 400 مليون دولار كاستثمارات مباشرة لتنفيذ هذا البرنامج، الذي سيشمل ولايات تيارت سعيدة والبيض غربًا، وولايتي الجلفة والأغواط جنوبًا، تبسة وخنشلة وأم البواقي شرقًا، إلى جانب حقل الحضنة الشرقية بولاية البويرة امتدادًا إلى السواحل البحرية. وشرعت شركة سوناطراك في تنفيذ هذا البرنامج من حقل «قتريني» جنوب ولاية البويرة، الذي يعتبر أول حقل بترولي في الجزائر، حيث يعود تاريخ اكتشافه إلى سنة 1949. وقد رُصد لهذا المشروع الاستثماري مبلغ مالي قدره 30 مليونًا و800 ألف دولار. وأكد وزير الطاقة والمناجم على ضرورة استخدام جميع التكنولوجيات والوسائل الحديثة في استغلال المناجم البترولية القديمة، مشيرًا إلى أنه بفضل التقنيات الحديثة لم ينخفض مخزون الجزائر من البترول منذ ثلاثة عقود، رغم أن الجزائر لم توقف الإنتاج خلال هذه المدة الزمنية ولو مرة واحدة. وزير القطاع يكشف عن تكنولوجيا للتنقيب خارج الصحراء أعلن وزير الطاقة والمناجم السابق، شكيب خليل، أن اكتشاف احتياطات للنفط والغاز يعتبر الأول من نوعه خارج الصحراء الجزائرية، وأردف قائلا:’’هناك المزيد من الاحتياطات الطاقوية شمال البلاد’’. وجاء تصريح الوزير خلال الزيارة التي قادته سنة 2009 إلى تيارت، على خلفية اكتشاف حقل للغاز يبعد ب30 كيلومترًا عن ولاية تيارت وب313 كيلومتر جنوب الجزائر العاصمة، وهو اكتشاف جاء بعد مرور ثلاثة أشهر من البحث والتنقيب. وفي زيارة أخرى قادته إلى ولاية غليزان، بتاريخ 7 فيفري 2009، أعلن وزير القطاع عن برنامج للبحث والتنقيب عن المحروقات شمال البلاد، وأشار إلى تكنولوجيا ستطبق على طريقة حفر الآبار، وهي تكنولوجيا كلفت الخزينة صرف 41 مليون دج من أجل استغلال المحروقات بولايات مستغانم، غليزان وتيارت، على أن يتم تطبيقها في حفر آبار أخرى بولايتي سوق أهراس وقسنطينة. إلى جانب ذلك، أشار الوزير إلى مشروع إنجاز مصفاة للبترول بمنطقة سيدي العابد بولاية تيارت، ليتم تحويل منتجات الولاية من المحروقات إلى هذه المصفاة. يذكر أن اكتشاف الغاز الطبيعي بالبئر الأول قد تم بعمق يقدر بنحو 628 متر، حيث بلغ عمق عمليات البحث منذ بداية نشاط التنقيب بهذا الحوض حوالي 1643 مترًا. أولى كميات بترول الجزائر استفادت منه فرنسا وحققت به قوتها الاقتصادية تاريخيًا تعود أولى عمليات التنقيب عن البترول في الجزائر إلى الربع الأخير من القرن ال19 في عهد الاستعمار الفرنسي، مع الاستكشافات الأولى في الشمال سنة 1877، بمنطقة عين الزفت، بولاية غليزان غرب الجزائر. فيما بدأ الاهتمام ببترول الهڤار والصحراء مع أبحاث كونراد كيليان، بين 1922 و1928، وبعدها من نيكولا مانشيكوف. وفي سنة 1946 تم إنشاء الشركة الوطنية للبحث والتنقيب البترولي في الجزائر «أسانريبال»، وفي 1948 تم اكتشاف واد قطريني، واد القطران، بمنطقة سيدي عيسى ولاية المسيلة. وخلال سنة 1953 تم إنشاء شركة التنقيب والاستغلال بالصحراء «كريبس»، وفي سنة 1954 تم اكتشاف برقة، أول حقل للغاز، جنوب عين صالح. وفي سنة 1956 تم اكتشاف حقل حاسي مسعود 850 كلم بالجنوب الشرقي للجزائر بمساحة قدرها 2500 كلم2. ويعتبر واحدًا من الحقول الكبرى في العالم، يتكون من حقول: حاسي مسعود، القاسي العقرب، زوتي، البرمة، مسدار، رورد شقة وحاسي قطار. وفي ذات السنة تم اكتشاف حقل حاسي الرمل، 500 كلم بالجنوب الشرقي للجزائر، بمساحة قدرها 2100 كلم2. أظهر تنقيب آبار «أش أر 1» وجود محروقات «مكثفات الغاز»، قبل أن يتم اكتشاف حلقة للنفط سنة 1979. وكانت سنة 1958 شاهدة على أول شحن للخام بميناء بجاية باتجاه لافيرا في مدينة مارسيليا الفرنسية، وفي 30 نوفمبر 1959 تم استخدام أول خط أنابيب في الجزائر: حاسي مسعود - بجاية، تم أول شحن على متن ناقلة البترول «ريغل».
والواضح أن أولى كميات البترول الجزائري استفادت منه فرنسا أثناء استعمارها للجزائر، وبفضله حققت قوتها الاقتصادية، قبل أن تستنجد بالطاقة النووية بعد خروجها مرغمة من الجزائر. رصد 63 مليار دولار لتجديد احتياطي الطاقة في الجزائر حتى 2019 أعلنت الحكومة عن برنامج استثماري طموح فاقت قيمته 63 مليار دولار في الصناعة النفطية يمتد حتى سنة 2019، وذلك بعد دعوة الرئيس، عبد العزيز بوتفليقة، الحكومة إلى تجديد احتياطي الطاقة في البلا، بعد أن نجح برنامج للتنقيب عن النفط والغاز في شمال البلاد في اكتشاف غاز طبيعي وبترول. وبلغت قيمة استثمارات الجزائر في قطاع النفط والغاز 7.6 مليار دولار عام 2008، مقابل 5.78 مليار دولار عام 2007. وتبلغ الطاقة الإنتاجية للجزائر نحو 1.45مليون برميل يوميًا من البترول، و152مليار متر مكعب من الغاز الطبيعي سنويًا، وهو ما يعادل 234 مليون طن من الغاز والنفط ومشتقاته سنويا، تصدر منها 135 مليون طن سنويًا. وتصنف الجزائر في المرتبة الثامنة في احتياطي الغاز الطبيعي في العالم وال14 في احتياطي البترول، كما تصنف شركة سوناطراك في المرتبة ال 12 عالمياً. اكتشاف المحروقات في الشمال يبدد المخاوف من مرحلة ما بعد البترول بالنظر إلى عمليات اكتشاف البترول بشمال الجزائر، بعد أن باشرت شركة سوناطراك أشغال التنقيب عن المحروقات في بعض ولايات شرق وغرب البلاد، إثر بروز مؤشرات تؤكد وجود البترول في عدة مناطق بشمال الجزائر، فإن ذلك سيبدد المخاوف من مرحلة ما بعد البترول التي طالما حذر منها الخبراء الاقتصاديون الذين تنبأوا بنضوب البترول خلال ال50 سنة المقبلة، وأن الجزائر ستضطر في آفاق 2030 إلى استيراد البترول، لتتحول بذلك من دولة منتجة ومصدرة للذهب الأسود إلى دولة مستوردة له، ويؤكد أن تلك التحذيرات هي مجرد تخوفات، وإن كانت مشروعة ولها ما يبررها.

## وصلات خارجية
- -الموقع الرسمي لسوناطراك